# Maiestas Domini
Maiestas Domini o Cristo en majestad es una iconografía del cristianismo utilizada tanto en pintura como en escultura y mosaico, que representa la figura de Cristo en actitud triunfante y que consta de unas características particulares. Esta iconografía no debe confundirse con las Majestades o Cristo Majestad que son crucifijos en que aparece Cristo con una túnica ceñida, con expresión de estar vivo y generalmente con una corona. Este tipo de iconografía fue muy común en la Cataluña románica.

## Historia

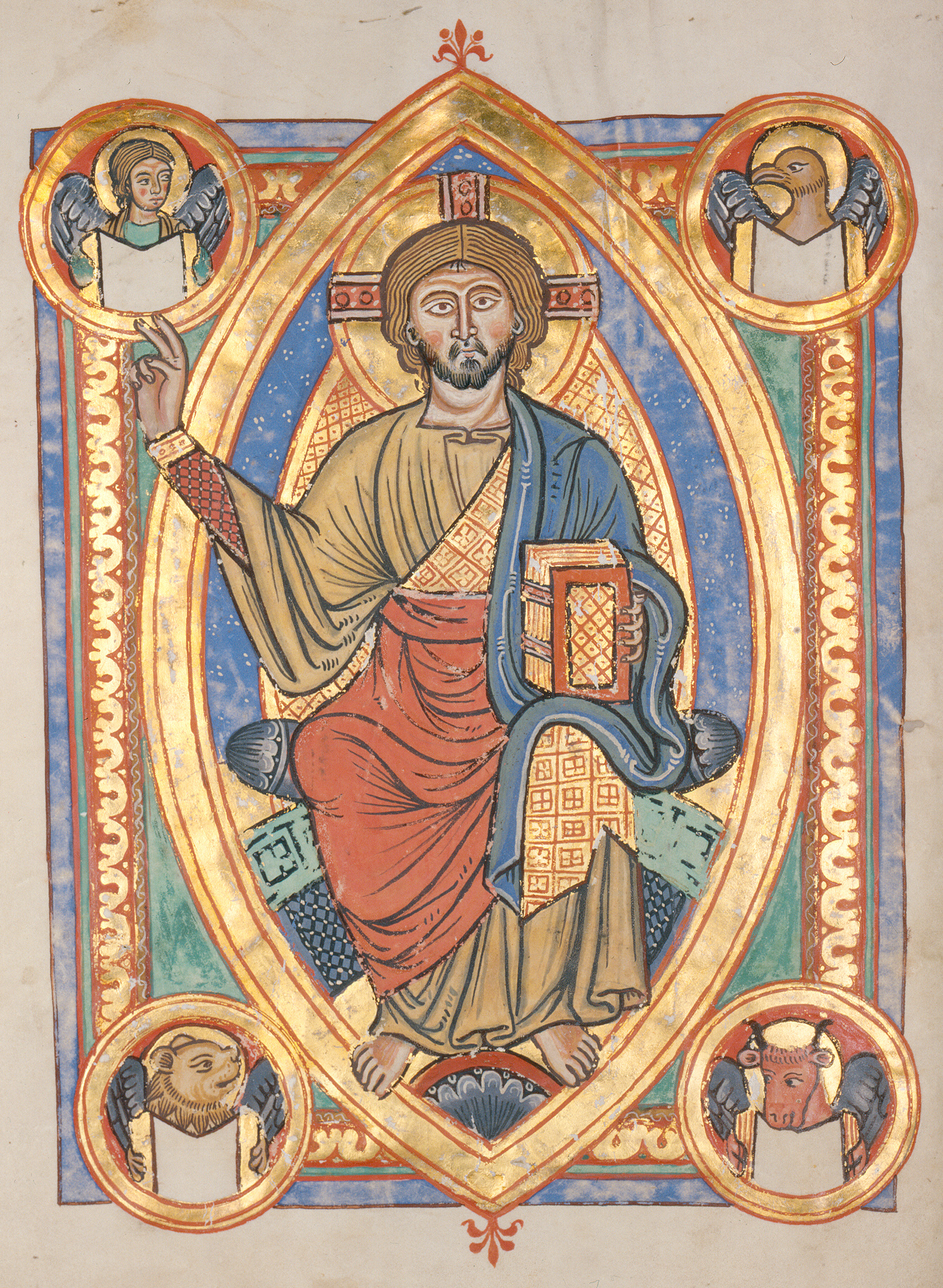
Página de un manuscrito de 1220

Este tema iconográfico tiene probablemente su origen en Egipto, hacia el siglo V. En un principio se representaba a Cristo joven imberbe, entronizado y rodeado por una mandorla, y en su entorno por los cuatro seres vivientes alados o tetramorfos, dos arriba y dos abajo, organizando de este modo la imagen del rectángulo cósmico. Se hace esta representación a imitación de los textos de las liturgias de las Iglesias orientales.
En occidente los seres vivientes se representan como un busto, rodeando también la imagen de Cristo en majestad. En el escritorio de Tours en Francia, en el siglo IX se dibujó una forma original que se extendería después por todo occidente: alrededor de la figura central se colocan en forma de rombo los seres vivientes acompañados a veces por los profetas. A partir de este siglo Cristo aparece sentado sobre el globo terrestre universal y el círculo que rodea su busto forma un ocho cuando se cruza con el círculo terrestre. El número 8 simboliza la nueva creación y también es alegoría del sacrificio de Cristo en la cruz.
El tema aparece pintado sobre todo en los ábsides prerrománicos y románicos, en el primer folio de algunos evangeliarios y en otros espacios, y en escultura puede verse en los capiteles, tímpanos o frisos de las iglesias. A partir del siglo XII se extiende de la misma manera en los edificios góticos. El tema empieza a escasear a partir del siglo XIV hasta que desaparece y en su lugar se pone de moda la iconografía del Juicio Final o la Coronación de la Virgen.

## Descripción iconográfica

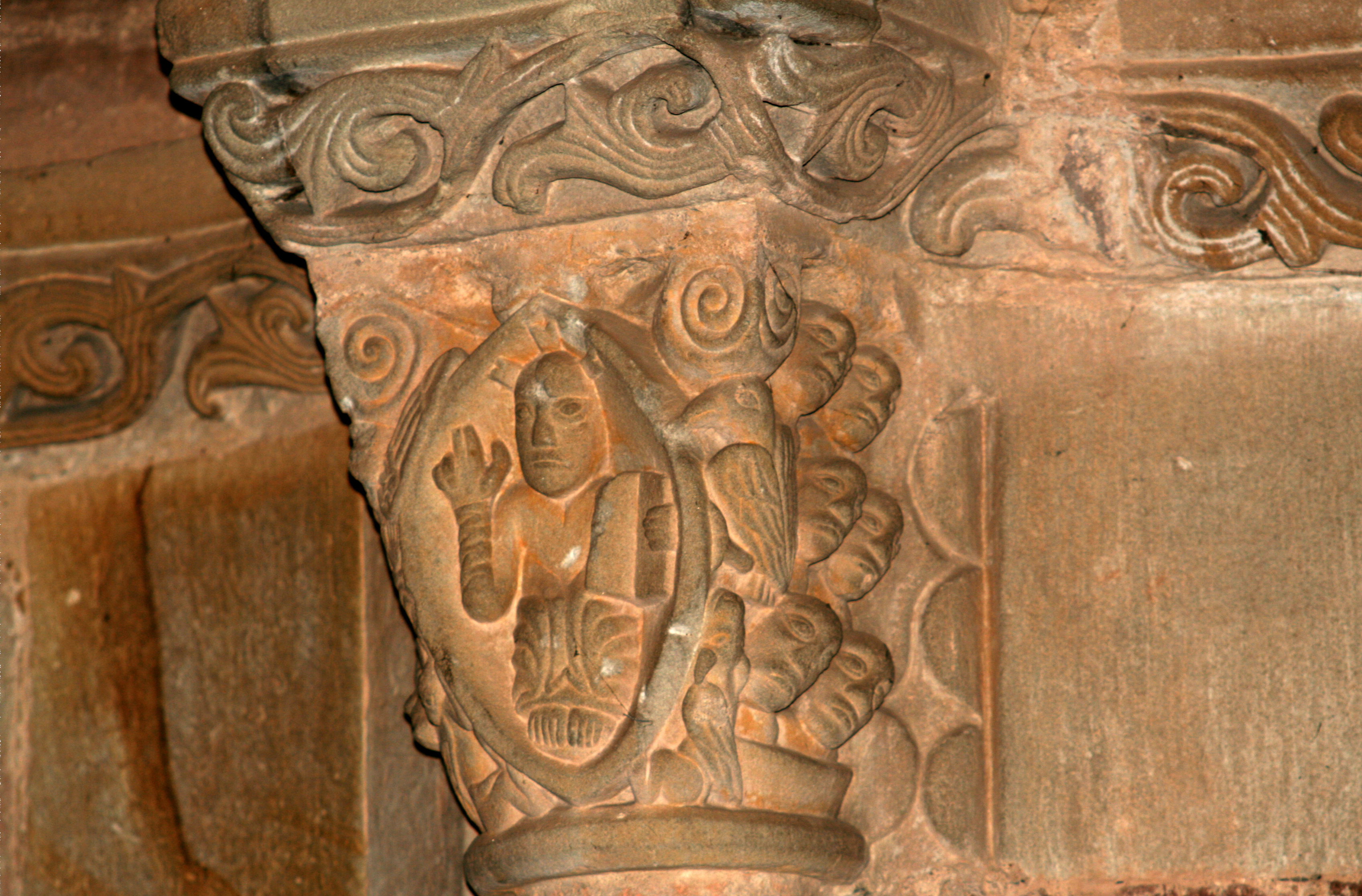
Majestad en un capitel de San Juan de Amandi (Asturias)

El Cristo en Majestad tradicional y más frecuente aparece sentado en un trono. Su cara lleva bigote destacado y barba y los cabellos son largos hasta los hombros. Su actitud es la de bendecir con los dedos índice y corazón de la mano derecha; en la izquierda sostiene el Libro de la vida, unas veces cerrado y otras abierto. Suele vestir con túnica y manto que cuelga desde sus hombros. Los pies están desnudos y a veces invaden la mandorla en la que se apoyan. Esta mandorla puede presentarse tetralobulada. El Cristo suele llevar en la cabeza una corona, o bien un nimbo en que está inscrita una cruz.

## Ejemplos representativos

### En España
Entre las numerosas Maiestas Domini que se encuentran en la iconografía románica, se puede destacar la que decora pintada al fresco sobre estuco la bóveda central del Panteón Real de la basílica de San Isidoro de León, rodeada por el tetramorfos. En un capitel de la arquería de la nave central de la basílica se halla una Maiestas Domini, esta vez sin mandorla ni nimbo. Bendice con la mano derecha y sostiene el libro cerrado con la izquierda. Sus pies están apoyados en el collarín de la columna.
Son reseñables también la Maiestas Domini esculpida en relieve que preside el friso del apostolado en el exterior de la iglesia de Santiago de Carrión de los Condes (Palencia), y la de carácter mural del Museo Nacional de Arte de Cataluña, en Barcelona, procedente de la iglesia de San Clemente de Tahull (Lérida). La pintura mural románica de Cataluña ofrece los mejores ejemplos de esta iconografía. En iglesias como las de Taüll y todas las Iglesias románicas del Valle de Bohí puede verse el Cristo en Majestad o Maiestas Domini en todo su esplendor y policromía. El tema y como está tratado es de lo más tradicional.

Otros ejemplos son la escultura de Cristo en Majestad situado en un hueco sobre la portada de la iglesia de san Martín Obispo, en Quintanadueñas,y el bajorrelieve esculpido en el tímpano del muro norte de la iglesia del monasterio de Carracedo en León. Este último está rodeado por el tetramorfos y lo envuelve una mandorla. Está en actitud de bendecir y sujeta un libro abierto con su mano izquierda.

Maiestas Domini
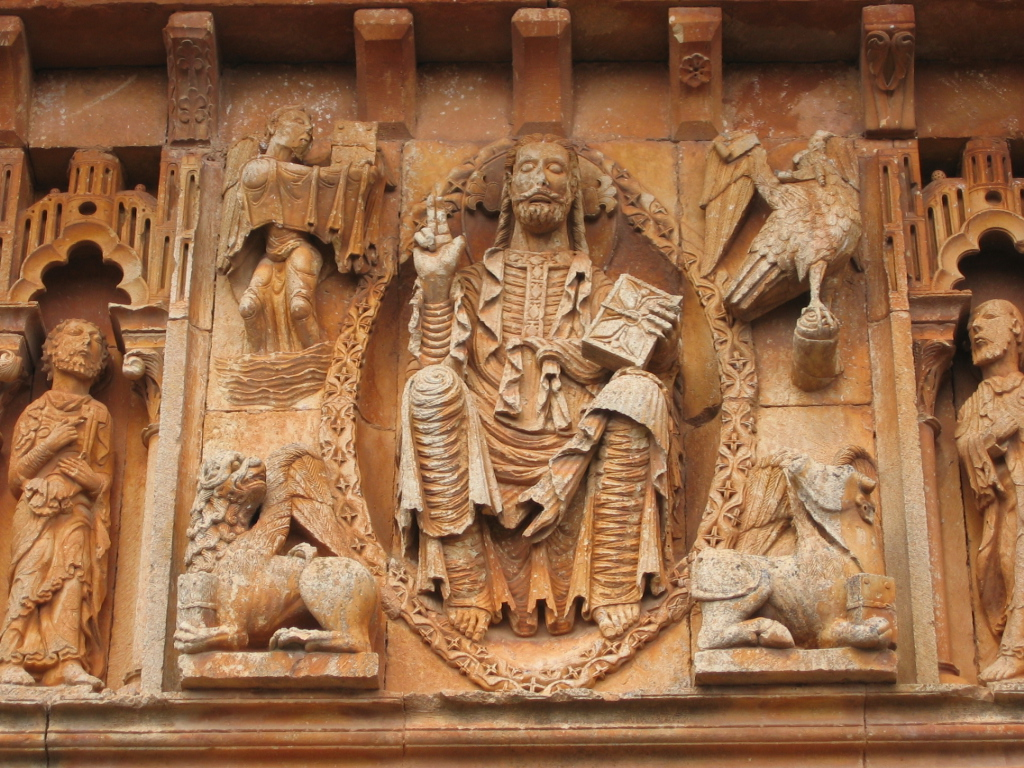
San Juan Bautista de Moarves
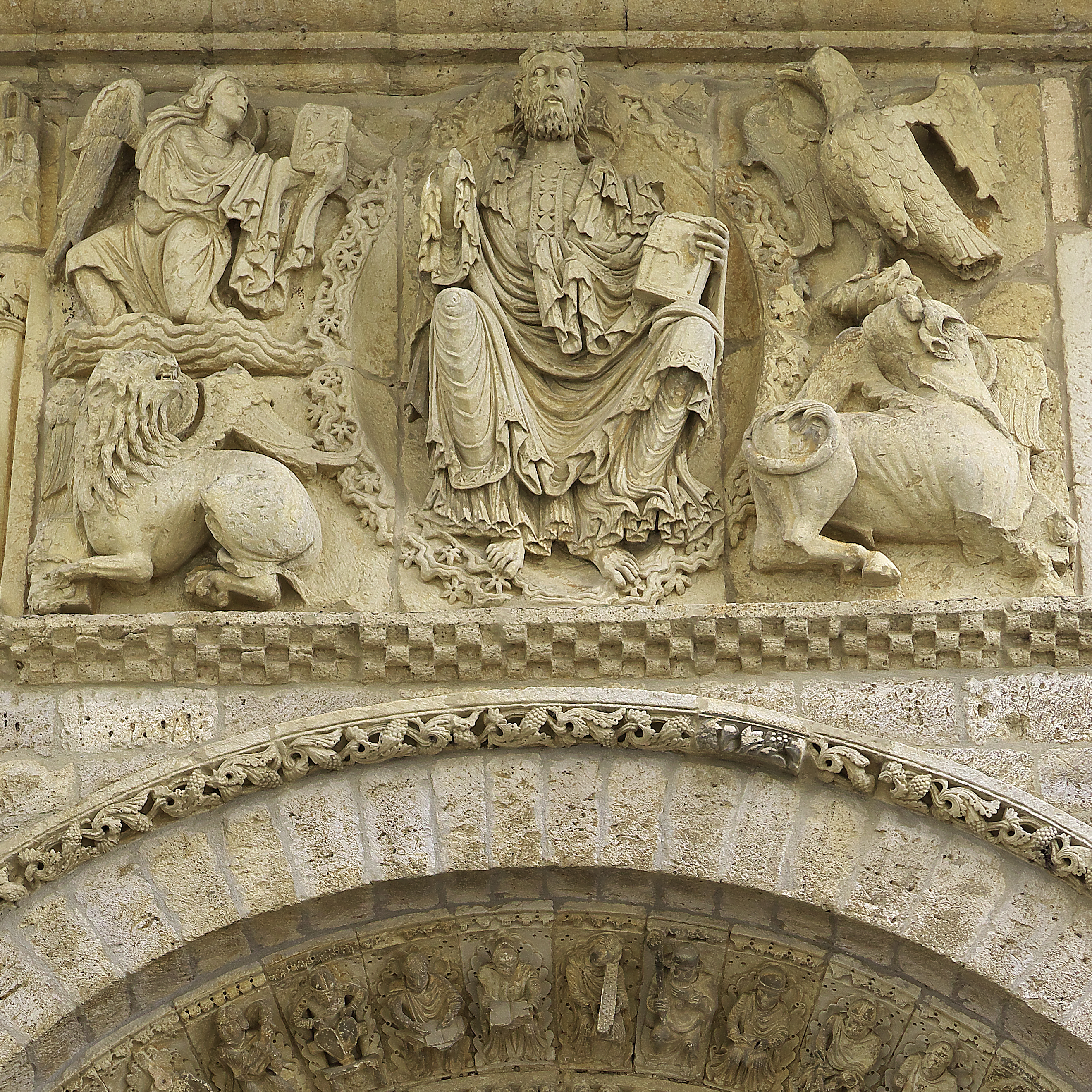
Iglesia de Santiago de Carrión de los Condes
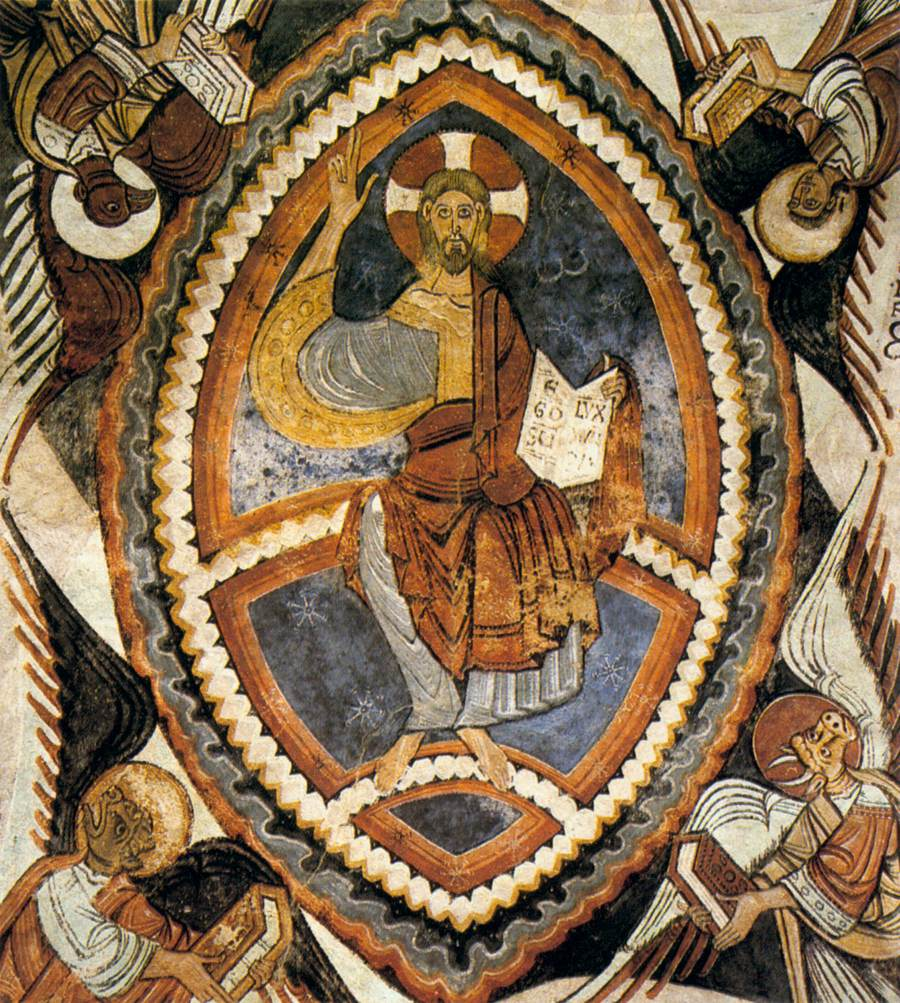
Panteon de los reyes en León
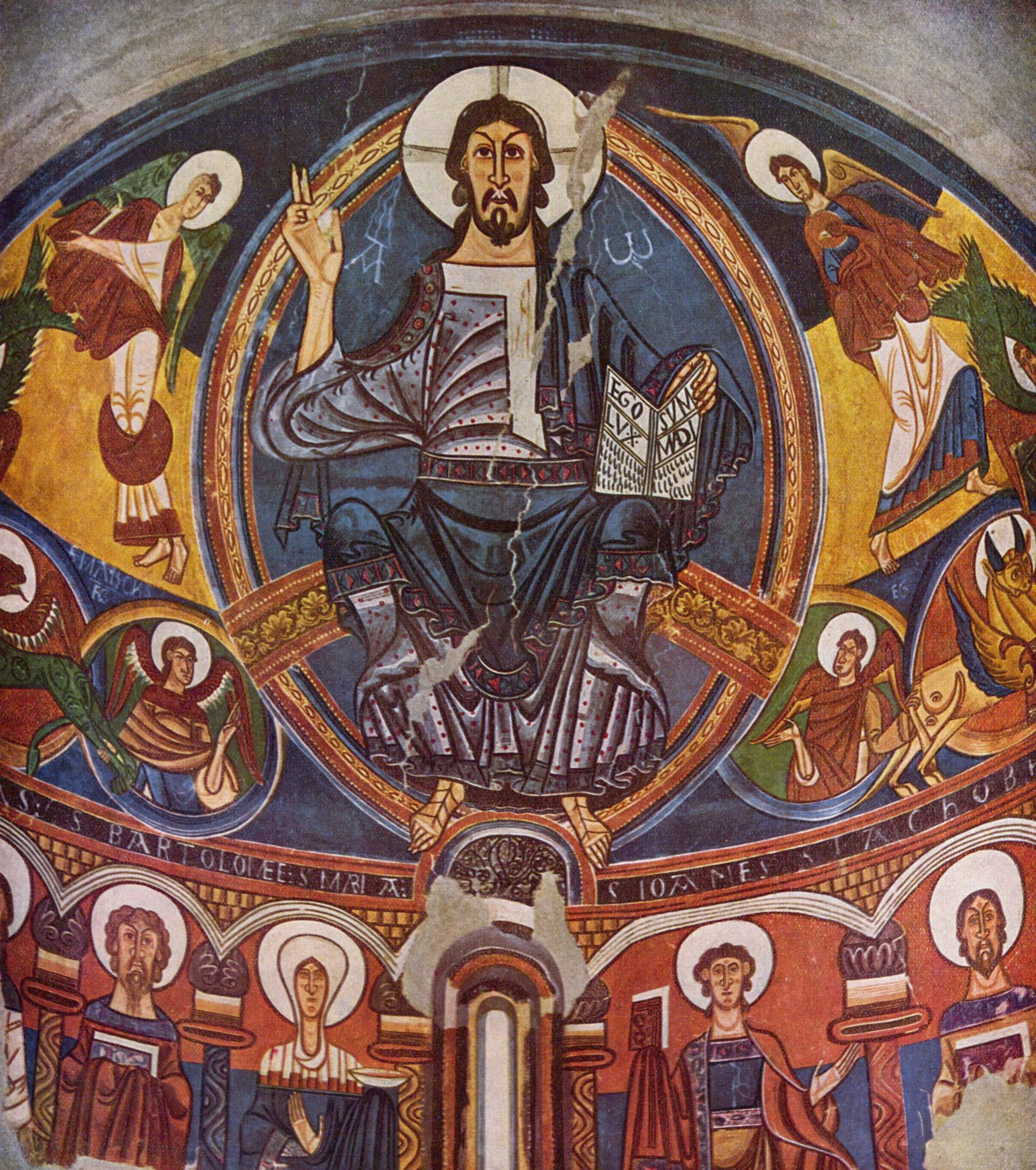
Iglesia de San Clemente de Tahull

### En otros países
Fuera de España, es reseñable también la Maiestas Domini esculpida en relieve que preside el tímpano de la portada de la iglesia abacial de Saint-Pierre de Moissac, en Francia.